# Farruca
Die Farruca ist eine Form, ein Palo, des Flamenco. Es handelt sich um einen Flamencogesang galicischen Ursprungs.

## Geschichte
In Andalusien und auf Kuba wurden Einwanderer aus Galicien und Asturien als Farrucos bezeichnet. Für die in der Flamencoliteratur häufig kolportierte These, dass diese Musikform ihren Ursprung in diesen Regionen hat, gibt es allerdings keine musikalisch stichhaltigen Belege. Eine andere Theorie besagt, dass es sich um einen Bühnentanz aus dem Milieu der volkstümlichen Zarzuela, dem Varieté und Café cantante (wie das Café Madrid und das Café del Recreo in der Hafenstadt Cádiz) des ersten Jahrzehnts des 20. Jahrhunderts handelt, der an den Flamenco adaptiert wurde. Beispielsweise komponierte um 1907 José Serrano einen lyrischen Sainete, in den er eine Farruca einschloss. Protagonisten der Farruca im Flamenco waren vermutlich Manuel Lobato, genannt El Loli, und Manuel Torre. Hipólito Rossy nennt Antonio Pozo „El Mochuelo“ als Schöpfer der Flamenco-Farruca.
Als Schöpfer des Flamenco-Tanzes zur Farruca gilt El Gato. Der Tänzer Faico schuf 1908 die erste Choreografie zu einer Musik von Ramón Montoya.
Für die Gitarre wurde die Farruca durch Ramón Montoya, Sabicas, Niño Ricardo, Luis Maravillas, Serranito, Niño Miguel, Enrique Melchor, José Antonio Rodríguez, Manolo Sanlúcar und Paco de Lucía weiterentwickelt.

## Musikalische Charakteristik
Der Grundrhythmus der Farruca beruht auf einem ruhigen, in den getanzten Versionen auch langsamen 8er-Puls, der als (wie die Zambra auf dem 2. und 4. Schlag betonten) Vierertakt notiert werden kann – wobei jeweils zwei 4/4-Takte einen Zyklus des Compás flamenco repräsentieren.
Die Tonart ist Moll (in der traditionellen Gitarrenbegleitung meist a-Moll), mit gelegentlichen Wechseln in das gleichnamige Dur oder Einschüben von phrygischen Halbschlüssen im Stil der sog. andalusischen Kadenz. Die Instrumentalbegleitung beschränkt sich in der getanzten Farruca oftmals auf ostinate Wechsel von Dominante und Tonika, ähnlich wie in den Tanguillos aus Cádiz und im Garrotín. Häufig wird der Tanz mit einer Stretta abgeschlossen, in der das Tempo und die Lautstärke zum Ende hin gesteigert werden und in der die Rhythmik, aber gelegentlich auch die Harmonik Elemente des Tanguillo oder der Rumba übernimmt.
Die perkussive Fußarbeit der Zapateados ist von Contratiempos und virtuoser rhythmischer Vielfalt geprägt, die in moderneren Choreographien oftmals mit der Anwendung einer Doubletime-Technik einhergeht, also der Intensivierung des metrischen Gerüsts durch Verdoppelung der Basis-Pulse.
Caballero Bonald charakterisierte die Farruca so:

«sobrio y viril, de muy válida correspondencia con el temperamento comunicativo de los gitanos»

„schmucklos und männlich, in sehr klarem Bezug zum kommunikativen Temperament der Gitanos“

## Verse
Die Strophe der Farruca besteht aus achtsilbigen Zeilen, meist deren vier, mit assonantem Endreim auf den geradzahligen Zeilen.
Ein Beispiel gibt folgende Strophe:
Y arriba la oliva

y abajó el limón

limonada de mi vida

limonada de mi amor,

y allá arriba y arriba,

y allá arriba los dos

despues de pasar fatigas.
Und es kam die Olive

und es sank die Zitrone

Limonade meines Lebens

Limonade meiner Liebe,

und dorthin kamen und kamen sie,

und dorthin kamen beide,

und wurden schließlich müde.